# آرلنا دی کسترو
آرلنا دی کسترو (به ایتالیایی: Arlena di Castro) یک کومونه در ایتالیا است که در استان ویتربو واقع شده‌است.

## خصوصیات
آرلنا دی کسترو ۲۲٫۳ کیلومترمربع مساحت و ۹۰۳ نفر جمعیت دارد و ۲۶۰ متر بالاتر از سطح دریا واقع شده‌است.